# Espacio K (análisis funcional)
En matemáticas, más específicamente en análisis funcional, un espacio K (también escrito en ocasiones como K-espacio) es un espacio F, denotado como {\displaystyle V}, tal que cada extensión de espacios F (o suma girada) de la forma:
{\displaystyle 0\rightarrow \mathbb {R} \rightarrow X\rightarrow V\rightarrow 0.\,\!}
es equivalente al espacio trivial,
{\displaystyle 0\rightarrow \mathbb {R} \rightarrow \mathbb {R} \times V\rightarrow V\rightarrow 0.\,\!}
donde {\displaystyle \mathbb {R} } es la recta real.

## Ejemplos
Los espacios {\displaystyle \ell ^{p}} para {\displaystyle 0<p<1} son espacios K, al igual que todos los espacios de Banach de dimensiones finitas.
N. J. Kalton y N. P. Roberts demostraron que el espacio de Banach {\displaystyle \ell ^{1}} no es un espacio K.